# Juan Orts Román
Juan Orts Román (Elche, 22 de septiembre de 1898 - Orihuela, 18 de junio de 1958) fue un humanista, erudito y escritor español.

## Biografía

### Orígenes
Juan nació en el seno de una familia acomodada. Su padre, Juan Orts Miralles adquirió el Huerto del Cura tras el fallecimiento del capellán Castaño, huerto que Juan (el primogénito de seis hermanos), heredaría más tarde.

### Evolución
Se licenció en derecho por la Universidad Central de Madrid, y más tarde desarrolló su carrera profesional en el negocio familiar, entre Elche y Orihuela. No obstante, su verdadera pasión fueron las humanidades, y pronto comenzó a escribir relatos y a colaborar en la prensa (a los 13 años publicó su primer artículo periodístico en "Nueva Illice"). Su sólida formación cultural y humanística (con claras influencias de sus paisanos Gabriel Miró y Azorín) le permitió ocupar diferentes cargos en su ciudad natal, entre ellos el de Cronista Oficial de la ciudad de Elche (cargo en el que sucedió a Don Pedro Ibarra Ruiz, con el cual le unía una gran amistad) y Patrono del Misteri d'Elx. Como reconocimiento a su esfuerzo en pro de la cultura, fue nombrado Académico de Bellas Artes de San Fernando, y se le concedió la Encomienda al mérito civil. Sus restos descansan, por indicación propia, en la capilla del Huerto.

## Legado cultural

### Obra literaria
La mayoría de sus obras literarias giran en torno a temas relacionados con la ciudad de Elche: 
- En 1943, publica "Guió de la Festa o Misteri d'Elx. Para uso de los actores y de cuantos intervienen en dicha representación" , que en palabras de Francisco Orts Serrano "...es sin duda una obra en la que Juan Orts vierte todos sus conocimientos sobre lo que es el trasfondo teatral del Misteri. Cuando lo escribió era su Director de Escena y, como él dice, "es para uso de los actores y de cuantos intervienen en dicha representación". Los amantes del Misteri tienen asegurado un rato de lectura deliciosa porque encontrarán en la obrita detalles inimaginables. Muestra todo aquello que está detrás de lo que ve el espectador, desde las normas para la escena, las indicaciones para los caballeros portaestandarte y electos, las condiciones para ser actores, las normas que deben seguir los mismos, sus movimientos en el escenario y un largo etcétera...";
- "Nicolás de Bussy, el más original de todos los imagineros";
- "Ética y Estética de la Palmera";
- "Desventura, misterio y rescate de la Dama de Elche";
- "Descripción emotiva del Misterio de Elche";
- Santa María, basílica;
- En 1948, "Desventura y misterio de la esfinge de la Alcudia".

### Aportación al jardín Huerto del Cura
Su contribución más relevante sería conseguir la transformación del Huerto del Cura (del que fue dueño desde que falleciese su padre), convirtiéndolo en un jardín de recreo de proyección turística internacional. Reformó la casa, modificando la fachada principal, y la convirtió en su vivienda permanente. Desde allí, comenzó la tarea de dar a conocer su Huerto, invitando a personalidades ilustradas de la época. En etapas anteriores, el Huerto había sido visitado de manera puntual por personajes políticos. Pero más tarde Juan atraía a figuras del mundo de la cultura, acogiéndolos en su propia casa, haciéndolos partícipe de la magia del Huerto y fomentando también el conocimiento de la representación religiosa del Misterio de Elche. Este trabajo dio sus frutos y en 1943 el Huerto del Cura obtuvo la distinción de Jardín Artístico y en 2000 fue declarado por la Unesco como Patrimonio de la Humanidad junto a los demás huertos del Palmeral de Elche.